# ویرجینیا استابلوم
ویرجینیا استابلوم (ایتالیایی: Virginia Stablum) یک مدل و ملکه زیبایی ایتالیایی است که در مسابقه میس یونیورس ایتالیا ۲۰۲۲ تاج گذاری کرد. او نماینده ایتالیا در مسابقه خانم جهان ۲۰۲۲ خواهد بود.